# Делмар (Меріленд)
Делмар (англ. Delmar) — місто (англ. town) в США, в окрузі Вікоміко штату Меріленд. Населення — 3798 осіб (2020).

## Географія
Делмар розташований за координатами 38°26′31″ пн. ш. 75°33′44″ зх. д. / 38.44194° пн. ш. 75.56222° зх. д. (38.441916, -75.562288).  За даними Бюро перепису населення США в 2010 році місто мало площу 4,49 км², з яких 4,45 км² — суходіл та 0,04 км² — водойми.

## Демографія
Згідно з переписом 2010 року, у місті мешкали 3003 особи в 1162 домогосподарствах у складі 742 родин. Густота населення становила 669 осіб/км².  Було 1382 помешкання (308/км²).
Расовий склад населення:
| - 68,2 % — білих - 21,3 % — чорних або афроамериканців - 5,5 % — азіатів - 0,3 % — корінних американців - 1,6 % — осіб інших рас |

До двох чи більше рас належало 3,1 %. Частка іспаномовних становила 4,6 % від усіх жителів.
За віковим діапазоном населення розподілялося таким чином: 27,8 % — особи молодші 18 років, 64,0 % — особи у віці 18—64 років, 8,2 % — особи у віці 65 років та старші. Медіана віку мешканця становила 30,5 року. На 100 осіб жіночої статі у місті припадало 84,2 чоловіків;  на 100 жінок у віці від 18 років та старших — 82,9 чоловіків також старших 18 років.
Середній дохід на одне домашнє господарство  становив 56 855 доларів США (медіана — 51 117), а середній дохід на одну сім'ю — 65 758 доларів (медіана — 60 846). Медіана доходів становила 45 333 долари для чоловіків та 37 708 доларів для жінок. За межею бідності перебувало 17,9 % осіб, у тому числі 32,9 % дітей у віці до 18 років та 6,0 % осіб у віці 65 років та старших.
Цивільне працевлаштоване населення становило 1572 особи. Основні галузі зайнятості: освіта, охорона здоров'я та соціальна допомога — 24,2 %, роздрібна торгівля — 14,2 %, науковці, спеціалісти, менеджери — 13,5 %.